# 高雄村 (愛知県)
高雄村（たかおむら）は、かつて愛知県丹羽郡にあった村。
現在の扶桑町東部（高雄）、犬山市北西部（上野・木津など）に該当する。

## 歴史
- 1889年（明治22年）10月1日 - 丹羽郡上野村、木津村、高雄村の区域をもって成立。
- 1906年（明治39年）10月1日 - 分割され廃止。
  - 高雄村の一部（上野・木津）は犬山町、岩橋村と合併し、改めて犬山町が発足。
  - 高雄村の一部（高雄）は柏森村、豊国村、山名村の一部と合併し、扶桑村が発足。

### 名前の由来
古代の荘名「高雄荘」に由来した地名と思われる。『大日本地理資料』は、「高尾荘は高雄村」とし、『大日本地名辞書』は、「高雄荘は高尾村、高雄とは旧庄号なるを・・・」としていることから、高雄という地名はもともと「高尾」であったと考えられ、この「高尾」については、尾張東北部は古い時代から尾張氏の勢力が深く浸透していた地方で、尾張氏の故地、大和葛城山麓の「高尾張」にちなんで、この地方を高尾張と呼んだ。それが前期のように和銅6年の「地名は全て二字とし」、「郡郷名は好字を著れよ」の令（諸国郡郷名著好字令）によって2文字となり、「尾」より「雄」を佳字とし高雄としたという説がある。

## 行政
歴代村長一覧
| 代 | 氏名         | 就任日                     | 退任日                     |
| -- | ------------ | -------------------------- | -------------------------- |
| 1  | 水野久右衛門 | 1889年（明治22年）12月09日 | 1893年（明治26年）12月08日 |
| 2  | 千田喜平     | 1893年（明治26年）12月09日 | 1897年（明治30年）12月29日 |
| 3  | 千田喜平     | 1898年（明治31年）01月08日 | 1898年（明治31年）03月25日 |
| 4  | 高木壮五郎   | 1898年（明治31年）05月13日 | 1900年（明治33年）03月06日 |
| 5  | 石田善九郎   | 1900年（明治33年）03月24日 | 1901年（明治34年）03月20日 |
| 6  | 沢木一作     | 1901年（明治34年）04月05日 | 1905年（明治38年）04月04日 |
| 7  | 千田隆一     | 1905年（明治38年）04月11日 | 1906年（明治39年）10月     |

- 出典：『扶桑町史（下）』扶桑町、1998年、379頁。

## 学校
- 高雄学校（現・扶桑町立高雄小学校）

## 寺社

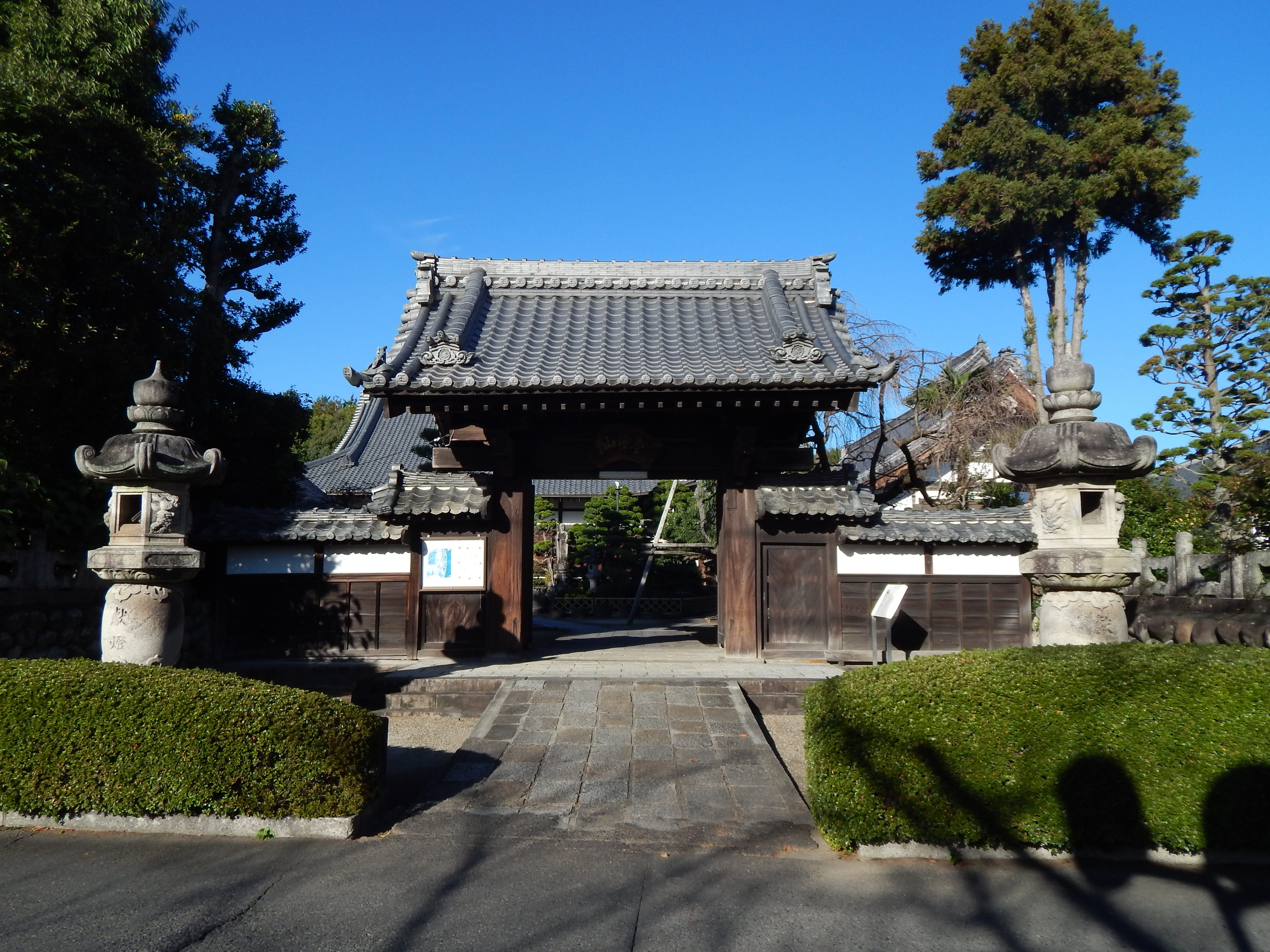
覚王寺

- 安穏寺
- 観音寺
- 覚王寺
- 白雲寺
- 託美神社
- 市杵神社
- 楉埜神社
- 葉森神社

## 出身者
- 千田憲三（第7代名古屋鉄道社長）